# جزیره سانتا کروز

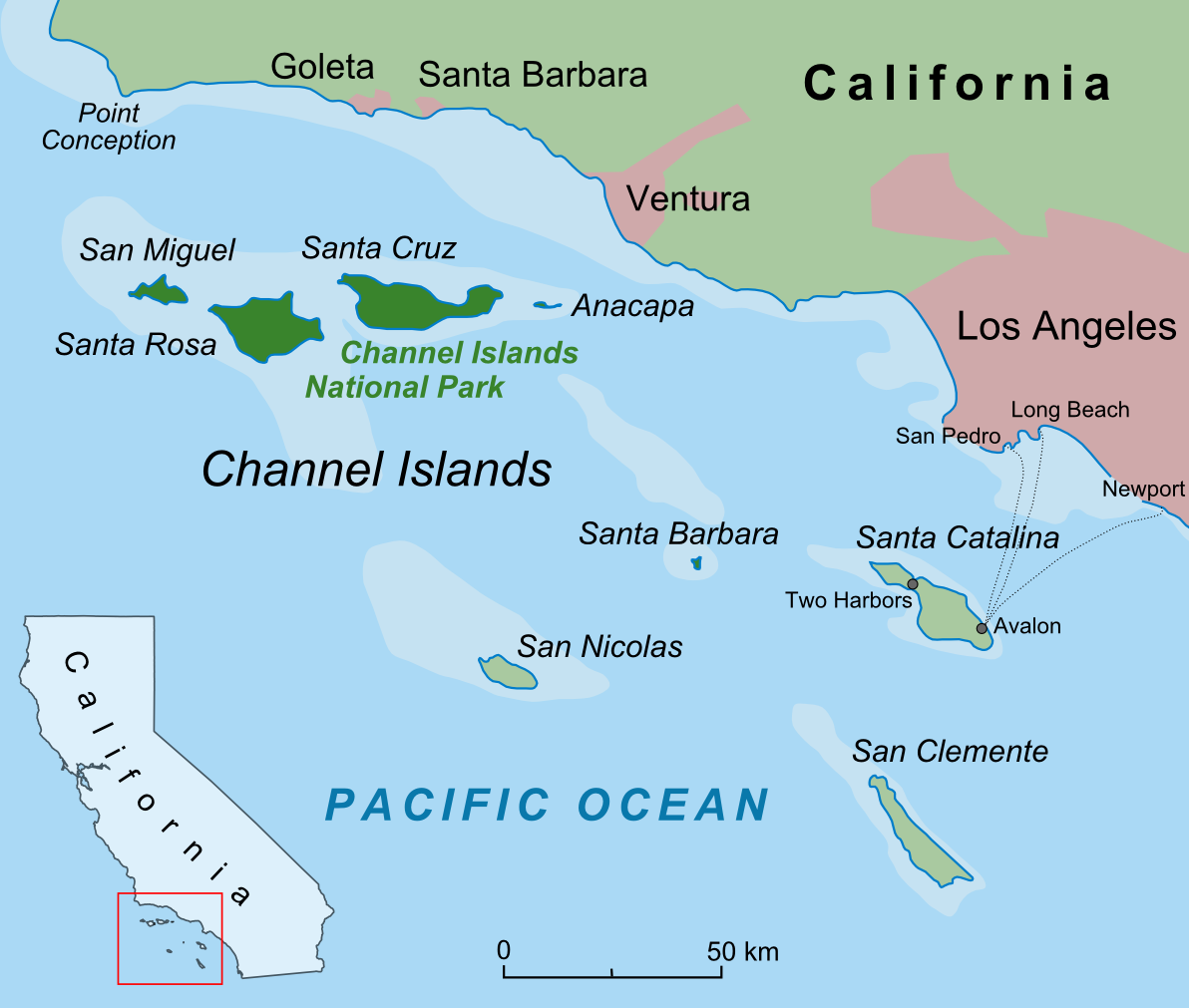
نقشه جزایر کانال

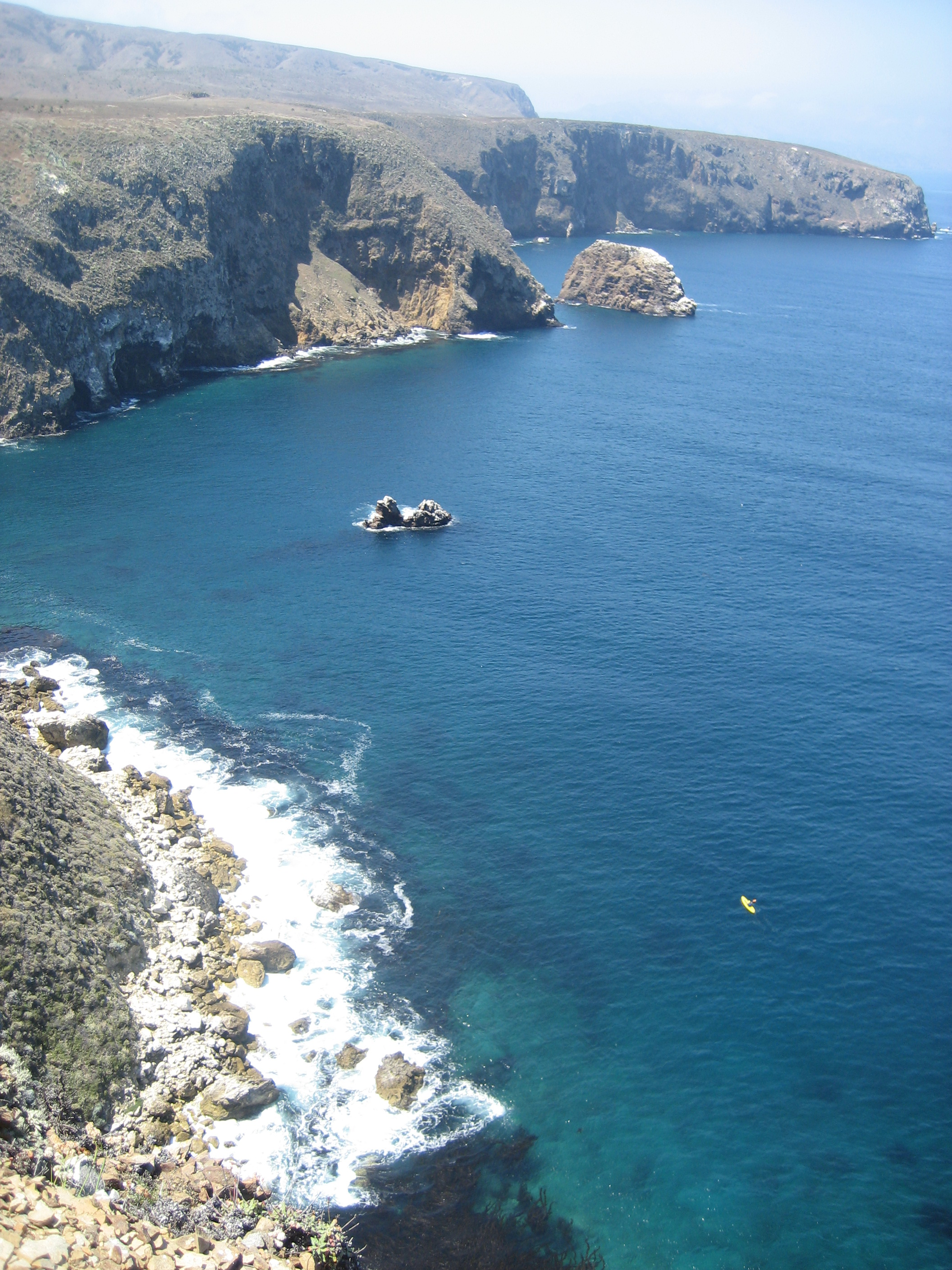
سواحل شمال سانتا کروز.

جزیره سانتا کروز بزرگترین جزیره از هشت جزیره از مجموعه جزایر کانال کالیفرنیا است.  این جزیره در با ساحل کالیفرنیا ارتباط دارد. جزیره سانتاکروز در شمال گروه جزایر کانال قرارگرفته است و ۲۲ مایل (۳۵ کیلومتر) طول و ۲ تا ۶ مایل (۳٫۲ تا ۹٫۷ کیلومتر) عرض دارد و مساحت آن ۶۱٬۷۶۴٫۶ جریب فرنگی (۲۴۹٫۹۵۲ کیلومتر مربع) است. جزیره سانتا کروز در شهرستان سانتا باربارا قرار گرفته است. خط ساحلی جزیره دارای صخره های عظیم، غارهای دریایی، خلیجهای کوچک و سواحل شنی است. سرشماری سال 2000 نشان داد جمعیت رسمی این جزیره تنها دو نفر است. بالاترین قله جزیره سانتا کروز قله دلویس با 2450+ (747+ m) ارتقافع است. این جزیره، بزرگترین جزیره خصوصی سرزمین اصلی یالات متحده است اما در حال حاضر بخشی از آن به خدمات پارک های ملی سپرده شده است.
سانتا کروز دارای تنوع گیاهی و جانوری است و روباه جزیره از حیوانات آن است.

## آب و هوا
آب و هوای جزیره سانتا کروز دریایی معتدل با یخبندان نادر و برف نادر است .نوامبر تا مارس شاهد بیشترین بارندگی است.

## حمل و نقل
سانتا کروز در جزیره دارای چندین باند پروازی کوچک است.

### یادداشت
1. 1 2  "Santa Cruz Island - Channel Islands National Park". National Park Service. Retrieved 2013-04-26.
2. ↑  United States Census Bureau, 2005